# توني هاريسون
توني هاريسون (بالإنجليزية: Tony Harrison)‏ هو كاتب مسرحي وكاتب وشاعر بريطاني، ولد في 30 أبريل 1937 في ليدز في المملكة المتحدة.

## وصلات خارجية
- توني هاريسون على موقع IMDb (الإنجليزية)
- توني هاريسون على موقع الموسوعة البريطانية (الإنجليزية)
- توني هاريسون على موقع ميوزك برينز (الإنجليزية)
- توني هاريسون على موقع قاعدة بيانات برودواي على الإنترنت (الإنجليزية)